# Canottieri Lario
Canottieri Lario G.Sinigagalia est un club d'aviron de Côme.

## Historique
Le club est fondé en 1891 par dix-sept passionnées d'aviron. Il est l'un des plus importants club d'aviron italien et a fourni plusieurs athlètes à l'équipe nationale italienne. 
L'athlète le plus célèbre du club est Giuseppe Sinigaglia qui fut le premier Italien à remporter une course aux régates de Henley. Le club a pris son nom afin d'honorer la mémoire de ce sportif mort pendant la Première Guerre mondiale. 
Le Canottieri Lario a reçu une étoile d'or pour mérite sportif du Comité national olympique italien en 1967.

## Anciens sportifs
- Giuseppe Sinigaglia